# Youth Group
Youth Group ist eine Indie-Rock-Band aus Australien, die Ende der 1990er Jahre gegründet wurde. Die Band wird häufig mit der amerikanischen Gruppe Death Cab for Cutie verglichen. Ähnlich wie bei dieser steigerte sich auch die Bekanntheit von Youth Group durch die mehrmalige Verwendung von Liedern in der Teenieserie O. C., California, darunter ein Cover des Alphaville-Songs Forever Young.
Die Gruppe bestand ursprünglich aus den Schulfreunden Danny Allen, Paul Murphy, Toby Martin und Andy Cassell. Mittlerweile gehört neben den verbliebenen Gründungsmitgliedern Allen und Martin der Gitarrist Cameron Emerson-Elliott und der ehemalige Vines-Bassist Patrick Matthews zur Band.

## Diskografie
Alben
- 2001: Urban & Eastern
- 2004: Skeleton Jar
- 2006: Casino Twilight Dogs
- 2008: The Night Is Ours
- 2019: Australian Halloween